# Статья 7 Конвенции о защите прав человека и основных свобод
Статья 7 Европейской конвенции о правах человека устанавливает ограничения осуждение ex post facto.

## Текст
Наказание исключительно на основании закона
1. Никто не может быть осужден за совершение какого-либо деяния или за бездействие, которое согласно действовавшему в момент его совершения национальному или международному праву не являлось уголовным преступлением. Не может также налагаться наказание более тяжкое, нежели то, которое подлежало применению в момент совершения уголовного преступления.
2. Настоящая статья не препятствует осуждению и наказанию любого лица за совершение какого-либо деяния или за бездействие, которое в момент его совершения являлось уголовным преступлением в соответствии с общими принципами права, признанными цивилизованными странами. 

## Прецедентное право
- Коккинакис против Греции (нарушений не обнаружено, 8: 1)
- Василий Кононов (нарушений не обнаружено, 14: 3)
- Никола Йоргич (нарушений не обнаружено, единогласно)
- Николай Тесс (2008 г. - решение о приемлемости отложено)
- Миколас Бурокявичюс (нарушений не обнаружены, единогласно)
- Хэндисайд против Соединенного Королевства (нарушений не обнаружено)
- Мактуф и Дамьянович против Боснии и Герцеговина (2013 г.; нарушение установлено единогласно)

## Другие решения по статье 7
- Инес Дель Рио: пример доктрины Паро . [2]